# Hans-Joachim Preil
Hans-Joachim Preil (26 de junio de 1923-2 de noviembre de 1999) fue un humorista y actor teatral, cinematográfico y televisivo de nacionalidad alemana. Era sobrino del cantante y humorista Arthur Preil.

## Biografía
Nació en Koszalin, Polonia, en aquel momento parte de Alemania. Empezó a estudiar interpretación en 1939 y más adelante actuó en teatros de Quedlinburg, Aschersleben, Bernburg y Magdeburgo. 
En 1951 conoció al actor Rolf Herricht. Los dos formaron el dúo cómico 'Herricht and Preil' y escenificaron su primer número, «The Chess Match», en 1953. En la actuación, Herricht interpretaba al «gracioso», mientras que Preil era el «serio». 
En la década de 1950, Preil trabajó como director artístico en teatros de Magdeburgo y Bernburg, a la vez que continuaba interpretando sketches con Herricht. Ambos trabajaron por vez primera en la televisión cuando una de sus actuaciones fue retransmitida por la Deutscher Fernsehfunk, en 1959. El show fue bien recibido por el público y la pareja empezó a actuar de manera regular en la televisión. Llegaron a convertirse en los cómicos más celebrados de la República Democrática de Alemania.
En la década de 1960 el dúo actuó en dos comedias producidas por la Deutsche Film-Aktiengesellschaft, y centradas en sus dotes humorísticas. La primera, Hände hoch oder ich schieße (1966), fue prohibida por la 11.ª sesión plenaria del Partido Socialista Unificado de Alemania, por ser considerada crítica con el sistema de aplicación de la ley, y se estrenó en 2009. La segunda, Meine Freundin Sybille (1967), presentaba a los actores como guías de viaje en un crucero en el Mar Negro. 
Además de su carrera de actor, Preil también fue ayudante de dirección en el Estudio Babelsberg, y escribió varias obras teatrales. Ganó el premio del Arte de la República Democrática de Alemania el 13 de mayo de 1977.
Tras la muerte de Herricht en 1981, Preil dejó de actuar en shows cómicos en directo, aunque siguió dirigiendo y actuando en la televisión. Se retiró en 1991. En 1998 recibió el Premio Goldene Henne a su trayectoria artística en presencia del Presidente Roman Herzog.
Preil se casó cuatro veces. Su primera esposa fue Ursula Preil, con la que tuvo dos hijas: Barbara y Gabriele, que murió al poco de nacer. Su tercera mujer fue la modelo Margitta Lüder-Preil, con la que estuvo casado veinte años. En 1988 se casó con su cuarta esposa, Bärbel, enfermera de profesión, mucho más joven que él y a la que conoció en un hospital. Otra hija suya, Martina-Maria Preil, es también cantante y humorista e ingeniero de sonido.
Hans-Joachim Preil falleció en Berlín, Alemania, en 1999. Fue enterrado en el Cementerio Waldfriedhof en el barrio berlinés de Oberschöneweide.

## Filmografía
Como actor
| - 1961 Das Stacheltier - 1961 Mord an Rathenau (Telefilm) - 1961 Justizmord (Telefilm) - 1961 Geheime Front durchbrochen (serie TV) - 1961 Der Tag des Ludger Snoerrebrod (Telefilm) - 1962 Hulla di Bulla (Telefilm) - 1962 Eva und der neue Adam (Telefilm) - 1962 Kubinke (Telefilm) - 1962 Geheime Fäden (Telefilm) - 1962 Tempel des Satans (Telefilm) - 1962/II Der tolle Tag (Telefilm) - 1963 Der Talisman (Telefilm) - 1963 Der arme Jonathan (Telefilm) - 1964 Schlafwagen Paris-München (Telefilm) - 1964 Ein Mann für meine Frau (Telefilm) - 1966 Blaulicht (serie TV) - 1966/2009 Hände hoch oder ich schieße - 1967-1976 Der Staatsanwalt hat das Wort (serie TV) - 1967 Meine Freundin Sybille - 1969 Tolle Tage (Telefilm) | - 1969 Die Rosenholzmöbel (Telefilm) - 1970 Unser Haus steht Kopp (Telefilm) - 1971 Pygmalion XII (Telefilm) - 1971 Salut Germain (serie TV) - 1974 Alle Haare wieder (Telefilm) - 1977 DEFA-Disko 77 - 1977 Pension Schöller (Telefilm) - 1978 Ich bin nicht meine Tante (Telefilm) - 1979 Kille, kille Händchen (Telefilm) - 1979 Die Rache des Kapitäns Mitchell (Telefilm) - 1979 Irrtum ausgeschlossen (Telefilm) - 1980 Niemand liebt dich - wieso ich? (Telefilm) - 1980 Der Keiler von Keilsberg (Telefilm) - 1981 Martin XIII. (Telefilm) - 1982 Schöne Aussichten (Telefilm) - 1983 Der Angler auf dem Dach (Telefilm) - 1985 Die Leute von Züderow (serie TV) - 1986-1989 Ferienheim Bergkristall (serie TV) - 1987 Kleine Fische (Telefilm) - 1990 Wenn du groß bist, lieber Adam |

Como guionista
- 1960 2 x Madeleine (Telefilm)
- 1969 Tolle Tage (Telefilm)
- 1970 Unser Haus steht Kopp (Telefilm)
- 1974 Alle Haare wieder (Telefilm)
- 1977 DEFA-Disko 77
- 1979 Tatzeit 19.00 Uhr (Telefilm)
- 1980 Ja, so ein Mann bin ich! (Telefilm)
- 1981 Doppelt gebacken (Telefilm)
- 1982 Wo gibt's denn so was? (Telefilm)
- 1983 Haste Töne (Telefilm)
- 1984-1989 Ferienheim Bergkristall (serie TV)

Como ayudante de dirección
- 1961 Der Arzt von Bothenow

Como director
- 1979 Tatzeit 19.00 Uhr (Telefilm)
- 1980 Ja, so ein Mann bin ich! (Telefilm)
- 1981 Doppelt gebacken (Telefilm)
- 1982 Wo gibt's denn so was? (Telefilm)
- 1983 Haste Töne (Telefilm)
- 1984-1989 Ferienheim Bergkristall (serie TV)

## Literatura
- Hans-Joachim Preil. Aber, Herr Preil. Ullstein (1994). ISBN 3-548-23420-8
- Mückentötolin. Ullstein, Berlín 1995. ISBN 3-548-23613-8
- Neue Mückenstiche. Ullstein, Berlín 1995. ISBN 3-548-23920-X
- Ferienheim Bergkristall: Silvester fällt aus!. Ullstein-Verlag, Berlín 1997. ISBN 3-548-24139-5
- Ferienheim Bergkristall: Weibergeschichten. Ullstein-Verlag, Berlín 1998. ISBN 3-548-24357-6